# ترسنوراگس
ترسنوراگس (به ایتالیایی: Tresnuraghes) یک کومونه در ایتالیا است که در استان اریستانو واقع شده‌است. ترسنوراگس ۳۱٫۵۵ کیلومتر مربع مساحت و ۱٬۲۶۱ نفر جمعیت دارد و ۲۵۷ متر بالاتر از سطح دریا واقع شده‌است.